# Siphonogorgia cylindrata
Siphonogorgia cylindrata is een zachte koraalsoort uit de familie Nidaliidae. De koraalsoort komt uit het geslacht Siphonogorgia. Siphonogorgia cylindrata werd in 1896 voor het eerst wetenschappelijk beschreven door Kükenthal. 